# Giải Sao Thổ cho hiệu ứng hình ảnh xuất sắc nhất
Giải Sao Thổ cho hiệu ứng đặc biệt tốt nhất là một trong số các giải Sao Thổ dành cho hiệu ứng đặc biệt về nghe, nhìn của một phim, được bầu chọn là xuất sắc nhất. Giải này được lập từ năm 1973.

## Danh sách các phim đoạt giải
| Năm     | Phim                                          |
| ------- | --------------------------------------------- |
| 1973    | The Exorcist                                  |
| 1974/75 | Dark Star                                     |
| 1976    | Trao cho L.B. Abbott như giải Sự nghiệp       |
| 1977    | Star Wars                                     |
| 1978    | Superman: The Movie                           |
| 1979    | Star Trek: The Motion Picture                 |
| 1980    | The Empire Strikes Back                       |
| 1981    | Raiders of the Lost Ark                       |
| 1982    | E.T. the Extra-Terrestrial                    |
| 1983    | Return of the Jedi                            |
| 1984    | Gremlins                                      |
| 1985    | Back to the Future                            |
| 1986    | Aliens                                        |
| 1987    | RoboCop                                       |
| 1988    | Who Framed Roger Rabbit                       |
| 1989/90 | Back to the Future Part II                    |
| 1991    | Terminator 2: Judgment Day                    |
| 1992    | Death Becomes Her                             |
| 1993    | Jurassic Park                                 |
| 1994    | True Lies                                     |
| 1995    | Jumanji                                       |
| 1996    | Independence Day                              |
| 1997    | Starship Troopers                             |
| 1998    | Godzilla                                      |
| 1999    | Star Wars Episode I: The Phantom Menace       |
| 2000    | Hollow Man                                    |
| 2001    | A.I.                                          |
| 2002    | Star Wars Episode II: Attack of the Clones    |
| 2003    | The Lord of the Rings: The Return of the King |
| 2004    | Spider-Man 2                                  |
| 2005    | King Kong                                     |
| 2006    | Pirates of the Caribbean: Dead Man's Chest    |
| 2007    | Transformers                                  |